# Hemgylet (Asarums socken, Blekinge, 624140-144054)
Hemgylet är en sjö i Karlshamns kommun i Blekinge och ingår i Mieåns huvudavrinningsområde.